# Pirates of the Sea
Pirates of the Sea was een Letse muziekgroep.

## Biografie
Pirates of the Sea werd specifiek opgericht voor deelname aan Eirodziesma 2008, de Letse preselectie voor het Eurovisiesongfestival. De groep bestond uit Jānis Vaišļa, Aleksandra Kurusova en Roberto Meloni, die een jaar eerder ook deel aan het Eurovisiesongfestival als lid van Bonaparti.lv. Met Wolves of the sea wonnen de piraten de nationale voorronde, waardoor ze mochten aantreden op het Eurovisiesongfestival 2008. Pirates of the Sea plaatste zich voor de finale, waarin het als twaalfde eindigde. Meteen na afloop van het Eurovisiesongfestival werd de groep ontbonden.
2000: Brainstorm · 
2001: Arnis Mednis · 
2002: Marie N · 
2003: F.L.Y. · 
2004: Fomins & Kleins · 
2005: Valters & Kaža · 
2006: Cosmos · 
2007: Bonaparti.lv · 
2008: Pirates of the Sea · 
2009: Intars Busulis · 
2010: Aisha · 
2011: Musiqq · 
2012: Anmary · 
2013: PeR · 
2014: Aarzemnieki · 
2015: Aminata Savadogo · 
2016: Justs · 
2017: Triana Park · 
2018: Laura Rizzotto · 
2019: Carousel · 
2021: Samanta Tīna · 
2022: Citi Zēni · 
2023: Sudden Lights · 
2024: Dons · 
2025: Tautumeitas